# 飯村喜則
飯村 喜則（いいむら よしのり、1981年8月4日 - ）は、北海道帯広市出身のアイスホッケー選手。ポジションはフォワード。帯広市立西小学校、帯広市立帯広第二中学校、白樺学園高等学校、明治大学卒業、A型。

## 経歴
2004年にHC日光アイスバックスへ入団。
2006年に日本製紙クレインズへ移籍。
2012年シーズン限りでクレインズを退部し、2013年シーズンからアイスバックスに復帰。
これまでユニバーシアードや長野カップ、アイスホッケー世界選手権の日本代表に選ばれている。
2015年シーズンを最後に引退。